# Benjamin Samuel Koren
Benjamin Samuel Koren (* 1981 in Frankfurt am Main) ist ein deutscher Architekt, Künstler und Musiker. Er leitet das Unternehmen One to One (auch 1:One) und ist als Künstler unter dem Künstlernamen Benjamin Samuel tätig. Er lebt und arbeitet in New York.

## Leben
Benjamin S. Koren wuchs in Frankfurt am Main und im US-amerikanischen Miami auf. Er studierte Architektur, Film und Musik an der University of Miami, der New York University der Universität für angewandte Kunst Wien und der Architectural Association School of Architecture in London. Im Jahre 2005 erhielt er für sein Studentenprojekt Harmonic Proportion in Amorphic Form: A Music Pavilion in Hyde Park, London bei den President’s Medal Awards der Royal Institute of British Architects eine Bronze Medal Commendation. Er arbeitete für die Advanced Geometry Unit des britischen Ingenieurbüros ARUP in London und für das Architekturbüro Herzog & de Meuron in Basel und Hamburg.
2009 gründete Koren die Firma One to One  in Frankfurt am Main. Er arbeitete mit seinem Unternehmen acht Jahre an der akustischen Innenhaut, der sogenannten „weißen Haut“, des Großen Saals der Elbphilharmonie Hamburg. 2016 eröffnete er eine Zweigstelle der Firma in New York.

## Bildende Kunst
Unter dem Künstlernamen „Benjamin Samuel“ erschafft Koren Kunstwerke, Skulpturen und Lichtinstallationen.
Seine Serie von Lichtinstallationen mit dem Titel Arrays of Light beschäftigt sich mit Bildwerkpaaren, die aus dem kulturellen Fundus und der Zeitgeschichte schöpfen, indem er etwa zigtausende Daten, Noten, Standbilder, literarische Texte, Comicstrips oder Tageskursstände der Börse mittels programmierter Computeralgorithmen verdichtet. 2011 erwarb das Deutsche Filmmuseum in Frankfurt seine beiden Lichtinstallationen Hitchcock 30 und Kubrick 13+9+10, eine Verdichtung von 283.500 Standbildern aus 30 Filmen Alfred Hitchcocks und 107.445 Standbildern aus 13 Filmen Stanley Kubricks.
In seinen beiden Werken Goldberg Variationen 30+2 und Diabelli Variationen 33 übersetzte die gesamten Noten der beiden musikalischen Variationswerke mit insgesamt 75.730 Zeilen MIDI-Code von Johann Sebastian Bachs Goldberg-Variationen und 67.770 Zeilen von Ludwig van Beethovens Diabelli-Variationen.
In den beiden Werken Deutscher Aktienindex 30+1 und Dow Jones Industrial 30+1 übersetzte er die Börsenkurswerte der deutschen und der US-amerikanischen Aktienmärkte im Krisenjahr 2008. In den beiden Werken Shakespeare 36 und Poe 69½ übersetzte er den gesamten Text der ersten Folio-Ausgabe von William Shakespeares Dramen sowie aller vollendeten Geschichten des US-amerikanischen Schriftstellers Edgar Allan Poe.
Im Jahre 2015 fand in der von der Heussenstamm-Stiftung betriebenen Heussenstamm-Galerie in Frankfurt am Main seine Solo-Ausstellung Arrays of Light/Lichtreihen statt. Im Jahre 2015 ist ein Werkkatalog über diese Serie im DISTANZ Verlag Berlin erschienen.
Korens Serie von Skulpturen mit dem Titel Harmonics basiert auf dem Softwareprogramm Formensynthesizer, das auf harmonischen Grundregeln geometrische Körper im Raum erzeugt. Die Formen der Skulpturen basieren auf Schwingungsverhältnissen, denen die Fibonacci-Zahlenfolge und der Goldene Schnitt zugrunde liegen.

## Publikationen
- Arrays of Light. Werkkatalog. Distanz Verlag, Berlin 2015, ISBN 978-3-95476-126-5
- …wie die Ringe des Saturn. In: Henry Keazor (Hrsg.): Hitchcock und die Künste. Schüren Verlag, Marburg 2013, S. 33–47, ISBN 978-3-89472-828-1.